# Tre giorni son che Nina
Tre giorni son che Nina, nota anche semplicemente come Nina, è una delle più note arie del barocco italiano.

## Testo
Tre giorni son che Nina a letto se ne sta

Pifferi, cembali, timpani, svegliatemi Ninetta

Acciò non dorma più.

Il testo fa riferimento all'angoscia dell'innamorato nei confronti dell'amata Nina, gravemente malata o addirittura morta. Si tratta di un argomento comune nella musica popolare (basti pensare ad altre arie come Gentil galante, che affrontano il tema della morte della persona amata).

## Problemi di attribuzione
Nonostante l'enorme popolarità dell'aria, tuttora esistono dei seri dubbi sull'attribuzione di questo pezzo.

Per circa un secolo e mezzo, l'aria è stata attribuita a Pergolesi e tuttora, nonostante la mancanza di un qualunque elemento che colleghi l'aria con l'autore jesino, diverse edizioni continuano a riportarne la tradizionale paternità.
Parallelamente la prassi esecutiva delle opere La Zingara di Rinaldo da Capua (1753) e di Nina, ossia la Pazza per amore (1789) di Giovanni Paisiello portò ad inserire quest'aria nelle rappresentazioni, anche in maniera pretestuosa, giocando sull'omonimia delle protagoniste di queste composizioni con il titolo dell'aria.
Il ritrovamente del manoscritto dell'opera I tre cicisbei ridicoli' del veneto (di Piacenza d'Adige) Vincenzo Legrenzio Ciampi sembra aver risolto i problemi di attribuzione: si tratta di un'opera del 1749, contenente l'aria "Tre giorni son che Nina", coerentemente inserita nel contesto narrativo.
Poiché non si ha notizia di esecuzioni precedenti al 1749, si ritiene Vincenzo Ciampi il più probabile autore, ma tuttora il problema rimane aperto e notevoli dubbi permangono: in particolare lo stile dell'aria sembrerebbe ricalcare lo stile della scuola musicale napoletana e non quello della scuola veneziana cui Ciampi apparteneva.
È quindi possibile che i progressi nello studio dei documenti sul barocco italiano possano identificare in un altro compositore l'effettivo autore di questo lavoro.